# 杨开智
杨开智（1898年8月25日—1982年1月26日），字子珍，男，湖南长沙人，中华人民共和国政治人物，曾任湖南省政协副主席，第五届全国政协委员，毛澤東的妻舅。

## 家庭
父亲杨昌济。妹妹杨开慧。两任妻子为李一纯、李崇德。